# Venus i Mart
Venus i Mart és un quadre pintat per Sandro Botticelli el 1483 i que actualment està exposat al National Gallery de Londres.
Ja que el seu tema és l'amor, aquesta pintura va ser possiblement encarregada en ocasió d'un casament de la família Vespucci, la representació de les vespes (vespae) sobre del cap de Mart potser en fa al·lusió. Pel seu format, és possible que l'obra formés part d'una "espatllera" que adornaria el dormitori dels nuvis. Aquest format apaïsat no és gens adequat per a una representació amb tan poques figures.

## Descripció
La pintura tracta de la victòria de l'amor sobre la guerra. Una arbreda de murtes, l'arbre de Venus, forma el teló de fons per als dos déus que estan tombats, un davant un altre, en un prat.
La deessa de l'amor està totalment vestida i pentinada, amb els plecs d'un luxós vestit blanc caient de manera suau, el mateix que els seus rínxols. Venus vigila atentament com dorm el cos nu de Mart, en una representació escultòrica del nu masculí. El déu de la guerra s'ha tret l'armadura i jeu sobre la seva capa de color vermell; tot el que porta és un drap blanc sobre els genitals. Es retrata aquí un bell adolescent, encarnant la bellesa ideal; aquesta figura pot considerar-se com a directament precursora de l'Adam de la Creació a la Capella Sixtina.
Mentrestant, petits faunes juguen entremaliadament amb les armes, l'elm i l'armadura del déu de la guerra. La seva pintura és un dels primers exemples en la pintura del Renaixement que representa així aquests bulliciosos i luxuriosos éssers híbrids.
S'ha pensat que aquest quadre va poder reflectir els amors de Juliano de Médicis i Simonetta Vespucci, tal com els descriu Poliziano en el seu Giostra. Però existeixen notables divergències entre el poema de Poliziano i aquest quadre, del qual, realment, només es prendria la imatge de Simonetta, la Venus, estesa sobre un prat, candida ella e candida la vesta ('blanca ella, i blanc el seu vestit'); a les seves galtes, apareixerien els símptomes de la tuberculosi que acabaria amb ella als 23 anys. Fora d'això, actualment es considera que Botticelli es va inspirar en un antic sarcòfag avui als Museus Vaticans, en què estaven representats Baco, el déu del vi, i Ariadna en actitud semblant. Els entremaliats sàtirs van ser probablement suggerits per una descripció de la famosa pintura clàssica El casament d'Alexandre el Gran amb la princesa persa Roxana, escrita pel poeta grec Luciano en els seus Diàlegs.
Botticelli va reemplaçar els putti que Luciano va descriure jugant amb les armes d'Alexandre per petits sàtirs. Els bulliciosos faunes formen part del seguici de Baco, i tenen, d'acord amb una antiga tradició, petites cames de cabra, banyes i cues. La petxina de Tritó que un dels faunes està bufant al costat de l'orella de Mart es feia servir en temps clàssics com a banya de cacera. Però no podrà pertorbar el déu dorment, com tampoc les vespes que hi ha a la dreta del tot.
Malgrat la dificultat del format, Botticelli aconsegueix una composició genial. D'una banda, les figures de Venus i Mart estan estirats en posició simètrica. Entre ells, un triangle invertit tancat per la llança que porten els tres faunes. D'altra banda, hi ha passivitat i activitat en ambdues figures. Mart és passiu, ja que dorm, mentre Venus, vigilant, està activa; per contraposició, la diagonal que traça el cos de Venus, des de l'alt de l'esquerra cap a baix, mostra repòs, mentre que la línia obliqua de Mart, que des de baix a l'esquerra ascendeix fins a dalt a la dreta, és clarament activa.
El significat és obscur, com la major part de les obres del Renaixement. Es creu que tracta el tema del poder de l'amor (Venus-Humanitas), això és, el grau més elevat de l'evolució humana, derrotant la força del guerrer (Mart, déu de la guerra i força destructiva). Seria expressió del missatge neoplatònic que l'amor, que Plató entenia sobretot com a força espiritual, ha vençut els horrors de la guerra i de la violència. L'Amor amansint la Violència seria també una al·legoria del matrimoni.